# Selnica Psarjevačka
Selnica Psarjevačka is een plaats in de gemeente Sveti Ivan Zelina in de Kroatische provincie Zagreb. De plaats telt 233 inwoners (2001).